# Cloudina
Cloudina ist eine ausgestorbene Tiergattung unsicherer taxonomischer Zuordnung, die im ausgehenden Ediacarium lebte und im Unterkambrium wieder ausstarb. Sie gehört zur Familie der nach ihr benannten Cloudinidae.

## Etymologie
Der Gattungsname Cloudina ehrt den Geologen und Paläontologen Preston Cloud.

## Erstbeschreibung
Cloudina wurde im Jahr 1972 von Gerard J. B. Germs erstmals wissenschaftlich beschrieben.

## Vorkommen
Cloudina hat eine weite geographische Verbreitung. Das Vorkommen des Fossils ist an Kalziumkarbonat-reiche Abschnitte von Stromatolithenriffen gebunden, in denen es mit Namacalathus, einem wie Cloudina nur mäßig mineralisierten und solitär lebenden Organismus, und mit Namapoika, einem robusten, auf freien Oberflächen wachsenden Skelettbildner, zusammen auftritt.
Neben der Typlokalität (Kuibis Subgroup und Schwarzrand Subgroup, Nama-Gruppe in Namibia; siehe z. B. Driedoornvlagte) wird Cloudina an folgenden Fundstellen angetroffen:
- Antarktis – Taylor-Nunatak[2]
- Argentinien
- Brasilien – Ladário (Mato Grosso do Sul), Tamengo-Formation, Corumbá-Gruppe[3]
- China – Dengying-Formation[4]
- Kanada – Byng Formation, Miette Group, British Columbia[5]
- Mexiko
- Oman – Ara-Formation, Huqf-Gruppe[6]
- Paraguay – Itapucumí Group (Cloudina lucianoi)[7]
- Sibirien (Russland)
- Spanien (Puerto Rey, Grenzgebiet zwischen Extremadura und Provinz Toledo) – Fuentes-Formation[8]
- Uruguay – Yerbal-Formation und Polanco-Formation, Arroyo del Soldado Group und El-Calabozo-Formation, Mina-Verdún-Gruppe (Cloudina riemkeae)[9]
- Vereinigte Staaten – Kalifornien[10] und Nevada[11]

## Vergesellschaftung
Neben seiner Vergesellschaftung mit Namacalathus, Namapoika und Sinotubulites kann Cloudina beispielsweise in Sibirien mit den Anabaritidae und den tafelförmig agglutinierenden Skelettbildnern Platysolenites und Spirosolenites angetroffen werden.

## Morphologie

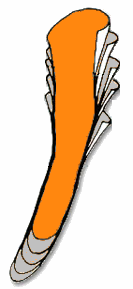
Sektion von Cloudina, in Orange der Wohnraum des Fossils innerhalb der ineinandergestapelten Kalzitkegel

Cloudina wird von einer Reihe von ineinander gestapelten, kegelförmigen Röhren aus Kalzit aufgebaut, deren genaue, ursprüngliche Zusammensetzung aber nicht mehr ermittelt werden kann. Das Fossil misst im Durchmesser zwischen 0,3 und 6,5 Millimeter und in der Länge zwischen 8 und 150 Millimeter. Jeder einzelne der in etwa gleichdimensionierten, nach unten sich verjüngenden Segmentkegel sitzt exzentrisch im darunterliegenden Vorgänger. Diese Anordnung resultiert in einer etwas rigid wirkenden äußeren Erscheinung. Insgesamt betrachtet ist die Röhrenanordnung meist leicht gebogen oder gewunden, kann aber gelegentlich sogar Verzweigungen aufweisen. Die Wandstärken der Röhren betragen nur 8 bis 50 μm, durchschnittlich 10 bis 25 μm. Anfangs wurde angenommen, dass die individuellen Röhren einen reagenzglasartigen Boden besaßen. Genauere Untersuchungen ergaben jedoch mittlerweile, dass die Röhren nach unten offen sind. Es gibt außerdem Hinweise dafür, dass die Röhren biegsam waren.

## Taxonomie
Eine taxonomische Klassifizierung von Cloudina hat sich als sehr schwierig herausgestellt. Ursprünglich wurde das Fossil zu den Vielborstern (Polychaeta) gestellt. Germs (1972) deutete es als Cribricyathea, eine Klasse aus dem Unterkambrium. Glaessner (1976) folgte dieser Interpretation, wies aber gleichzeitig auf die Ähnlichkeit mit den Ringelwürmern (Annelida) und insbesondere den Kalkröhrenwürmern, hin. Hahn und Pflug (1985) sowie Conway Morris und Kollegen (1990) standen jedoch diesen beiden Standpunkten skeptisch gegenüber und weigerten sich, eine über die Familie der Cloudinidae hinausgehende Deutung zu akzeptieren. Einige Fossilien von Cloudina hartmannae zeigen Knospung, was auf eine ungeschlechtliche Fortpflanzungsweise hindeutet. Grant (1990) klassifizierte Cloudina daher als korallenartiges Nesseltier (Cnidaria). Da aber die Röhren nach unten offen sind und somit einen nicht-unterkammerten, zusammenhängenden Wohnraum darstellen, dürfte Cloudina wohl eher als Stammgruppe von Vielborstern angesehen werden – sozusagen als evolutive Tanten oder Kusinen mehr rezenter Vielborster. Diese Interpretation wird durch die gleichmäßige Verteilung von Bohrlöchern gestützt, welche räuberische Organismen hinterlassen hatten. Wie bei so vielen Angehörigen der Ediacara-Biota ist auch bei Cloudina eine Einordnung in den Tree of Life letztendlich nicht möglich und eine Klassifizierung in zwischen Reich und Familie liegende Niveaus wenig sinnvoll.
Von der Gattung Cloudina sind bisher folgende Arten bekannt:
- Cloudina hartmannae Germs, 1972
- Cloudina riemkeae Germs, 1972
- Cloudina lucianoi (Beurlen und Sommer, 1957) Zaine und Fairchild, 1985
- Cloudina sinensis Zhang, Li und Dung, 1992
- Cloudina carinata Cortijo, Musa, Jensenia und Palacios, 2009

Synonyme von Cloudina lucianoi sind Aulophycus lucianoi Beurlen und Sommer, 1957 bzw. Cloudina waldei Hahn und Pflug, 1985.

## Habitat und Lebensweise
Fossilfunde von Cloudina in der Nama Group in Namibia legen nahe, dass Cloudina einer der ersten Riffbildner des Fossilberichts war.
Gewöhnlich ist Cloudina mit mikrobiellen Stromatolithen des Flachwasserbereichs assoziiert. Isotopenuntersuchungen der Stromatolithen, insbesondere ihr Kalzium/Magnesium-Verhältnis, lassen auf relativ kühle Wassertemperaturen schließen. Cloudina kann aber auch in normalen Meeresbodensedimenten auftreten und ist somit nicht auf eine Lebensweise in Mikrobenhügeln (engl. microbial mounds) beschränkt. Eigenartigerweise wird Cloudina selten in denselben Lagen mit anderen Weichkörperfossilien der Ediacara-Biota zusammen angetroffen, sondern wechselt sich vielmehr mit ihnen ab. Dies gibt zu erkennen, dass die beiden Organismengruppen unterschiedliche Umweltbedingungen bevorzugten.
Bei vielen Exemplaren von Cloudina weisen die durch die individuellen Kegel gebildeten Rippen eine unterschiedliche Breite auf, was auf eine variable Wachstumsrate hindeutet. Adolf Seilacher ist der Ansicht, dass Cloudina an Mikrobenmatten angeheftet war. Die unterschiedlichen Wachstumsphasen dokumentieren, wie der Organismus mit der Hintergrundsedimentation Schritt hielt – wobei neue Kegel das frisch abgelagerte Sediment durchwuchsen, um nicht von ihm verschüttet zu werden. Verbiegungen in der entstehenden Röhre lassen sich auf eine Abweichung der Mikrobenmatten von der Horizontalen zurückführen.
Wegen ihrer geringen Größe wäre eigentlich zu erwarten, dass Fossilien von Cloudina – insbesondere bei beständig niedergehendem Sedimentregen – inmitten der Mikrobenmatten in Lebensstellung aufgefunden werden. Dies ist aber nicht der Fall, vielmehr wurden alle bisher entdeckten Exemplare aus ihrem ursprünglichen Habitat ausgewaschen. Die Bohrlöcher räuberischer Organismen scheinen ebenfalls gegen Seilachers Hypothese zu sprechen, da sie sich nicht am aus dem Sediment herausragenden Kopfende konzentrieren, sondern sich über den ganzen Organismus verteilen.
Einer anderen Theorie zufolge saß Cloudina Seetang auf. Solange aber kein Exemplar in eindeutiger Lebensstellung bekannt ist, kann über die wirkliche Lebensweise kein endgültiges Urteil gefällt werden.
Cloudina-Röhren bilden oft Kolonien, sie können aber auch vereinzelt vorkommen. Das häufige Auftreten großer und gelegentlich monospezifischer Kolonien wurde mit dem Fehlen räuberischer Organismen in Verbindung gebracht. Dennoch können an manchen Fundstellen bis zu 20 % der Fossilien von Bohrlöchern mit Durchmessern von 15 bis 400 μm befallen sein. Die Löcher verteilen sich ziemlich regelmäßig über die gesamte Röhrenlänge. Einige Röhren sind mehrfach angebohrt worden – das heißt, dass der Organismus einen Befall überleben konnte. Womöglich konnte das Tier seine Position innerhalb der Röhre verlagern, da es zwar die gesamte Länge, aber nicht die volle Breite der Röhre ausfüllte. Die gleichmäßige Verteilung der Bohrlöcher ist nicht recht mit einem infaunalen Lebensstil inmitten von Mikrobenmatten in Einklang zu bringen. Millers Vorschlag, dass Cloudina auf Seetang oder in einem Riff-Habitat lebte, erscheint somit nicht ganz so abwegig. Werden moderne Mollusken als Vergleich herangezogen, so lässt die Größenverteilung der Löcher auf einen Prädator von derselben Dimension wie Cloudina schließen.

## Paläontologische Bedeutung
Auch wenn Cloudina unter der Small-Shelly-Fauna (SSF) nicht das älteste Taxon darstellt, so liegt die eigentliche Bedeutung des Fossils wohl eher in seiner weiten Verbreitung. Die evolutive Neuerung einer Außenschale im Verlauf des Ediacariums wird als Schutz vor Feinden erklärt – sie startete praktisch ein Wettrüsten unter den damaligen vielzelligen Organismen. Bohrlöcher sind bei Cloudina häufig, wohingegen das sehr ähnliche Taxon Sinotubolites, das gelegentlich mit Cloudina vergesellschaftet auf derselben Schichtfläche vorkommt, frei von solchem Befall ist. Darüber hinaus ist der Bohrlochdurchmesser proportional zur Größe des Wirtstieres – dies bedeutet, dass die Räuber bei der Auswahl ihrer Opfer selektiv vorgegangen waren. Diese Hinweise auf selektiven Befall unterstreichen die Hypothese der Artbildung als Antwort auf räuberische Organismen, die als mögliche Erklärung der rapiden Artenexplosion im Unterkambrium (Kambrische Explosion) herangezogen wird.